# Vera Váldor
Vera Váldor (Buenos Aires, Argentina; ? - Ibídem, 30 de abril de 2000) fue una actriz, poeta, autora, docente y vedette argentina.

## Carrera
A los seis años de edad subió por primera vez al escenario en una escuela, donde tuvo que decir un par de palabras. Por imposición de su familia, que veía negativamente la labor de actriz, estudió letras en la universidad porteña. Si bien su fama fue internacional, en su país fue rechazada por la Escuela Nacional de Arte Dramático.[cita requerida]
Comenzó su carrera como actriz a mediados de 1960. Su director y mánager fue su amigo Aldo Brunelli Ventura. Siempre estuvo involucrada en los circuitos underground.
Su carrera la alcanzó a base de mérito propio, ya que no tenía familiares que le facilitaran el ingreso a la fama ni intervino como postulante en ninguna audición.

### En el cine
Destacó en dos películas: Una de 1964 (pero estrenada recién en 1973), Venus perseguida, de la cual fue la protagonista, y La casa del amor de 1973, con Zulma Faiad, Jorge Porcel y Elena Lucena, ambas con dirección y guion de Aldo Brunelli Ventura.
Según un mediometraje de Ventura sobre su artista predilecta, titulado Vera Váldor, inolvidable, varios críticos españoles la consideraron como la mejor intérprete dramática de Hispanoamérica.

### En el teatro
En teatro hizo actuaciones frívolas, bizarras e incluso infantiles, como Vera y el abuelito travieso, con el auspicio de UNICEF.[cita requerida] Por su papel de madre en Bodas de sangre, de García Lorca, fue elogiada por una actriz española que trabajó con ese autor, María del Pilar Lebrón.[cita requerida]

### En la radio y la televisión
En radio fue llamada a colaborar en programas de terceros, como así también, fue protagonista de varios programas en diversas emisoras. Condujo el Estilo Váldor por Radio Cultura, y por Radio del Centro con La tertulia de Vera Váldor, donde pudo manifestar sus dotes como poetisa y actriz. 

### En la literatura y otros medios
Entre sus recopilaciones bibliográficas se encuentran el libro Confesiones y ocurrencias de una actriz (2003), escrito por ella misma, y Mi éxito radial (2004), escrito por Aldo Ventura. Fue autora e intérprete de grabaciones relacionadas con vivencias femeninas que reunió bajo el título El misterio de la maternidad. Además escribió e interpretó temas de carácter erótico-humorístico con gran nivel literario llamados El regreso de Safo y Pubis de terciopelo.
También fue docente, dio un curso sobre teatro en el teatro Margarita Xirgú de Buenos Aires.[cita requerida]

### Fallecimiento
Vera Váldor falleció repentinamente de un ataque cardíaco el 30 de abril de 2000, cuatro días después de presentar una obra en el mítico Café Tortoni. Donó gran parte de sus bienes a entidades benéficas.[cita requerida]

## Filmografía
- 1973: La casa del amor.
- 1964: Venus perseguida.

## Teatro
- Aventuras de una neurona con glamour.
- Tres momentos eróticos.
- Las picardías de Madame Zodíaco, estrenado en el Teatro Vitral.
- La mujer en el drama, la fantasía y el humor
- La profesora se divierte
- El show de Vera Váldor
- Federico, préstame tu duende, de Federico García Lorca.
- Amor y humor, estrenada en el Teatro Arlequines.
- Bodas de sangre
- Vera y el abuelito travieso, junto al tenor y actor español Enrique Montalt